# Article 155 de la Constitució espanyola de 1978
L'article 155 de la Constitució espanyola de 1978 —inclòs en el Títol VIII (De l'Organització Territorial de l'Estat), Capítol tercer (De les Comunitats Autònomes)— és un article que dota l'Estat Espanyol d'un mecanisme coactiu per obligar les comunitats autònomes que incompleixen les obligacions imposades per la Constitució o altres lleis, o que atempten greument contra l'interès general d'Espanya, al compliment forçós d'aquestes obligacions o a la protecció de l'esmentat interès general.
El precepte s'inspira en la figura de l'anomenada coerció federal (Bundeszwang), prevista en l'article 37 de la Llei fonamental per a la República Federal d'Alemanya, coneguda com a Llei Fonamental de Bonn (Constitució alemanya). Aquesta inspiració s'adverteix en la redacció de l'article 155, que coincideix en l'essencial amb la dicció literal del precepte constitucional alemany. Tal com fa notar el politòleg Ramón Cotarelo, l'article 37 de la Constitució alemanya s'inspira al seu torn en l'article 48 de la Constitució de la República de Weimar.
Els ponents de la Constitució, en diverses declaracions fetes des que es va aprovar, neguen que l'article 155 s'inclogués a la Carta Magna pensant en situacions que es donessin a Catalunya o al País Basc, però la veritat és que va ser un article ja polèmic al llarg de la seva elaboració. L'esmentat article, que primer havia de ser el 144 i després el 147 o el 149, va rebre força crítiques a banda i banda de l'espectre polític i en sentits força diferents. Francisco Letamendía, d'Euskadiko Ezkerra, es negava a donar tal poder al Senat i que pogués decidir sobre una comunitat autònoma. Per contra, el grup parlamentari d'Alianza Popular, amb l'exministre Manuel Fraga Iribarne al capdavant, va presentar una esmena per a la seva aprovació; en aquest cas, però, la seva protesta estava relacionada amb el fet que no permetia el dret del Govern a una intervenció directa i també requeria que fos el Congrés el que, per majoria absoluta, ho aprovés. Fraga al·legava que el Senat podia trobar-se en situació d'incompatibilitat moral. L'esmena, però, fou rebutjada.

## Article
L'article 155 està redactat com es mostra a continuació:
| «                               | Si una comunitat autònoma no complia les obligacions que la Constitució o altres lleis li imposen, o actuava de forma que atemptés greument contra l'interès general d'Espanya, el Govern, previ requeriment al president de la Comunitat Autònoma i, en el cas que no l'atengués, amb l'aprovació per majoria absoluta del Senat, podrà adoptar les mesures necessàries per tal d'obligar-la al compliment forçós de les dites obligacions o per tal de protegir l'interès general esmentat. Per a l'execució de les mesures previstes a l'apartat anterior, el Govern podrà donar instruccions a totes les autoritats de les comunitats autònomes. | » |
| — Constitució espanyola de 1978 | |   |

S'inspira gairebé de forma literal en l'article 37 de la Llei Fonamental de Bonn (l'actual Constitució d'Alemanya), conegut com a via coercitiva federal (Bundeszwang), que diu el següent:
| «                                                       | Si un Land no complís els deures federals que la Llei Fonamental o una altra llei federal li imposin, el Govern Federal, amb l'aprovació del Bundesrat, podrà adoptar les mesures necessàries per obligar el Land al compliment d'aquests deures per via coercitiva federal. Per a l'execució de les mesures federals coercitives, el Govern Federal o el seu representant té el dret a impartir instruccions a tots els Länder i a les seves autoritats. | » |
| — Llei fonamental per a la República Federal d'Alemanya | |   |

## Tramitació i implicacions
L'aplicació de l'article 155 no és immediata. El procediment està recollit en l'article 189 del Reglament del Senat d'Espanya i s'estima que la seva tramitació pot requerir uns dies o fins i tot setmanes. Per engegar-lo cal que el Govern faci un requeriment al president de la comunitat autònoma en qüestió perquè compleixi, en un termini determinat, unes mesures específiques, motivades o fonamentades en dret, detallant en què consisteix l'incompliment que s'imputa.
Si la comunitat autònoma no acceptés les mesures proposades, el Govern ha d'enviar al president del Senat una proposta amb les mesures concretes que es plantegen, perquè puguin ser debatudes en la Comissió General de Comunitats Autònomes. Al seu torn, el Senat ha de demanar al president autonòmic afectat les al·legacions que consideri oportunes, i la proposta final s'ha d'aprovar amb la majoria absoluta del Ple.
L'article 155 no contempla la suspensió d'una autonomia de forma explícita, però sí que permet al Govern la impartició directa d'instruccions a les autoritats d'aquesta, la suspensió d'acords o resolucions dels seus òrgans, l'aplicació de mesures econòmiques de bloqueig o pressió, o la suspensió de convenis entre l'Estat i l'autonomia.
Alguns experts asseguren que existeixen altres alternatives abans de recórrer a l'article 155, com l'aplicació de la Llei de Seguretat Nacional o la declaració dels estats d'alarma, d'excepció o de setge, recollits en l'article 116 de la Constitució.

## Diferències amb l'article 116
L'article 155 de la Constitució espanyola, tal com va ser desenvolupat pel legislador, es diferencia de l'article 116 del mateix text en la suspensió de drets fonamentals. L'article 116 és el que regula els estats d'alarma, d'excepció i de setge. Aquests tres estats, sempre sota autorització o ratificació del Congres dels Diputats, s'apliquen en situacions d'extrema gravetat conseqüència de catàstrofes naturals, vagues laborals que afecten a nivell sanitari, de seguretat, etc. i/o a problemes d'ordre públic. Quan s'aplica algun d'aquests estats, sigui de manera limitada o general, hi ha una restricció de drets fonamentals i l'exèrcit espanyol pot assumir l'autoritat. a l'estat espanyol, l'article 116 tan sols s'ha usat una vegada, quan el govern socialista de José Luis Rodríguez Zapatero va activar l'estat d'alarma per militaritzar els controladors aeris espanyols, que estaven fent una vaga encoberta i que havien col·lapsat l'espai aeri espanyol.
Per contra, l'aplicació de l'article 155 no suposa la restricció de drets fonamentals, sinó que les mesures estan encaminades a la restauració de la legalitat de la comunitat autònoma en qüestió.

## Aplicació
L'article 155 no s'havia aplicat mai fins al 2017, si bé s'havia fet el requeriment previ a l'aplicació de l'article 155 al president de les Canàries el 1989: El febrer de 1989, el govern de Felipe González va fer un requeriment al president de les Canàries, Lorenzo Olarte, per no aplicar el desarmament aranzelari (és a dir, la reducció progressiva dels drets de duana) als productes provinents de la llavors Comunitat Europea, la qual cosa implicava una retallada del règim econòmic i fiscal de l'arxipèlag. El Govern canari va atendre el requeriment i, per tant, no va caldre aplicar l'article.

### Catalunya el 2017

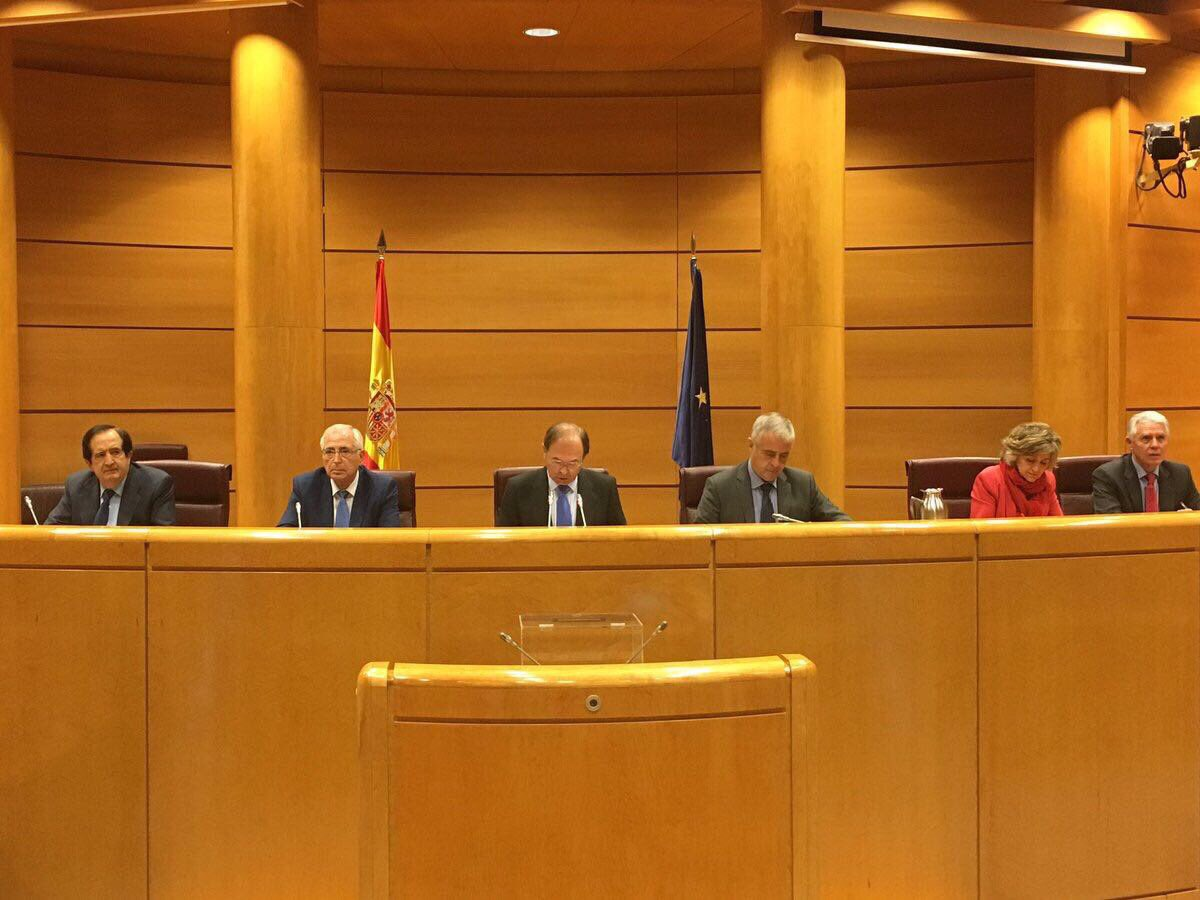
Comissió especial del Senat per a l'aplicació de l'article 155 (presidència).

L'11 d'octubre de 2017, el govern de Mariano Rajoy va requerir al president de la Generalitat de Catalunya, Carles Puigdemont, que aclarís si, durant una declaració política al Parlament de Catalunya després del Referèndum sobre la independència de Catalunya de l'1 d'octubre, va realitzar una declaració d'independència. Al requeriment s'indicava que qualsevol resposta diferent de sí o no seria entesa com una resposta afirmativa i engegaria la intervenció de l'autonomia. El govern català va refusar atendre aquest requeriment del Govern espanyol i el 16 d'octubre va respondre amb una carta reiterant la seva oferta de diàleg. El govern de Rajoy va fer un segon requeriment el 19 d'octubre que es va respondre el mateix dia. Tot i que indicava que no s'havien seguit els tràmits per realitzar la declaració d'independència, tampoc donava la resposta binària requerida i el govern de Rajoy ho va qualificar com que no s'havia donat resposta. Dissabte 21 d'octubre de 2017 Mariano Rajoy va fer una declaració institucional després d'un consell de ministres extraordinari, on es va anunciar una imminent aplicació de l'article. En la seva intervenció va dir que el seu govern destituiria el president de la Generalitat i cessaria el vicepresident Oriol Junqueras i tots els consellers. Segons Rajoy, a partir de l'aplicació del 155 la Generalitat actuaria "sota les ordres directes dels òrgans o autoritats creats o designats pel Gobierno. Això també afectava alts càrrecs de la Generalitat i els directius de les empreses públiques catalanes. Per una altra banda, les funcions del Parlament de Catalunya quedarien reduïdes i se censuraria qualsevol debat polític que fos díscol amb el 155. El cos de Mossos d'Esquadra passaria a dependre d'una autoritat estatal, tots els impostos serien controlats pel govern central, es castigaria els funcionaris que no complissin les indicacions dels nous gestors i es prendria el control dels mitjans de la Corporació Catalana de Mitjans Audiovisuals.
El 23 d'octubre, el Senat espanyol va crear una comissió per a tramitar l'aplicació de l'article. Es va formar per 27 membres: 15 del Partido Popular, 6 del PSOE, 2 de Unidos Podemos, 1 del PNV, 1 d'ERC, 1 del PDeCAT i 1 del Grup Mixt (UPN). Els mitjans van destacar la falta de representació del PSC i de Ciutadans.
El 27 d'octubre de 2017, finalment, el Senat va aprovar definitivament l'aplicació de l'article 155 a Catalunya amb els vots del partit Popular, el Partit Socialista Obrer Espanyol i Ciudadanos i l'oposició d'Units Podem i les seves confluències, Esquerra Republicana de Catalunya, El Partit Nacionalista Basc i el PDeCAT. La seva aplicació, que per alguns anava en contra de la mateixa Constitució, va suposar, entre d'altres mesures, la destitució del Govern de la Generalitat de Catalunya i la intervenció de l'Administració catalana per part del govern espanyol.
L'aplicació de l'article 155 de la Constitució a Catalunya va revocar l'autonomia de Catalunya des de les 20.26 hores del 27 d'octubre del 2017 fins a les 12.41 hores del 2 de juny del 2018.

### Altres el 2017

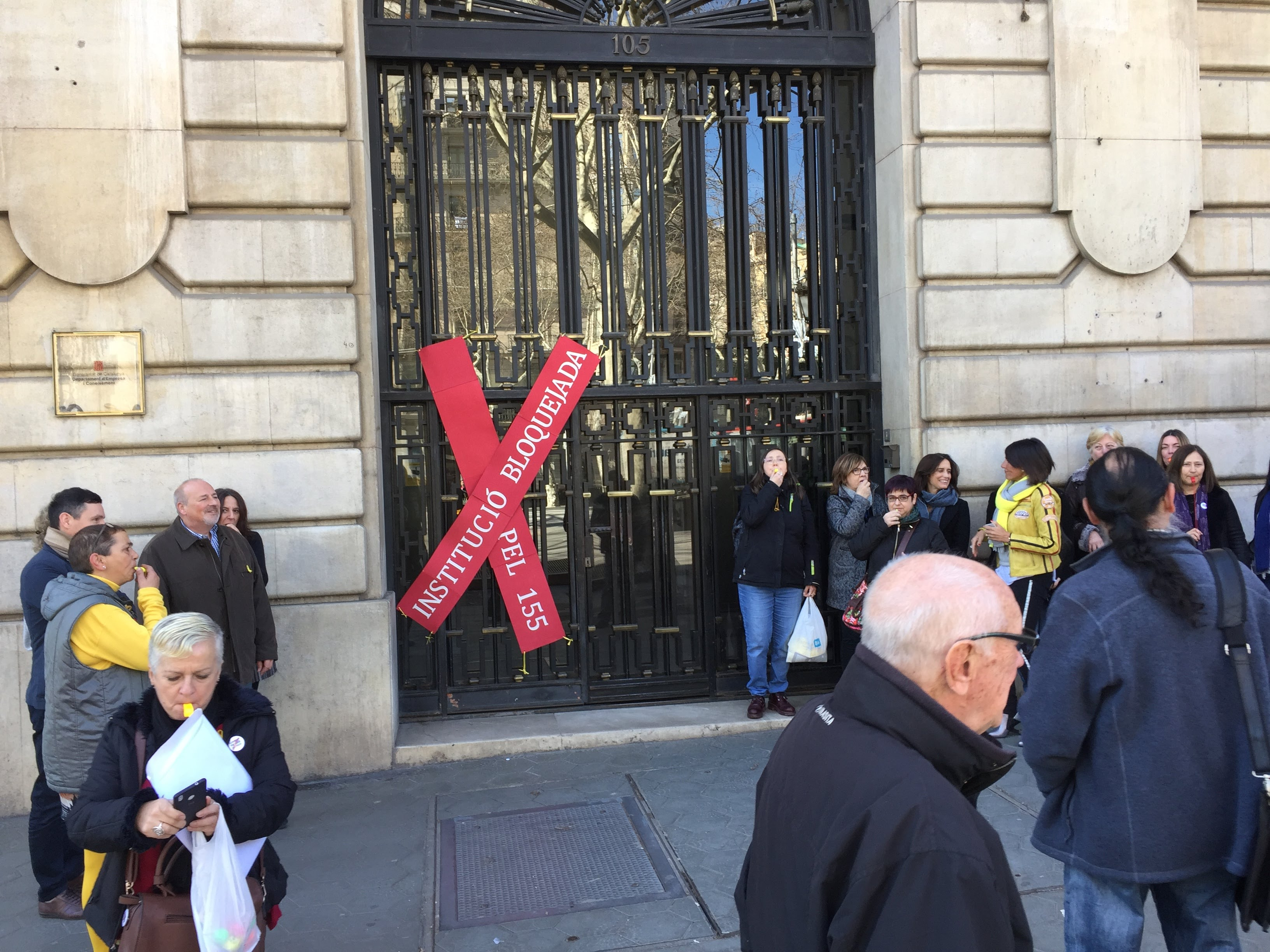
Concentració de rebuig al 155 al Palau Robert de Barcelona

El mateix octubre del 2017 diversos portaveus del Partit Popular van mencionar que potser caldria aplicar el mateix article a d'altres comunitats autònomes de l'Estat. El delegat del Govern espanyol a Castella va demanar que s'apliqués a Castella-la-Manxa. Aquestes declaracions van fer que el president de la comunitat, Emiliano García Page, demanés el seu cessament immediat. Poc després, Ana Beltrán, presidenta del PP a Navarra, va demanar que també s'apliqués en aquesta comunitat, tot manifestant que "La actuación del Govern en Catalunya se puede extrapolar a Navarra: ambos gobiernos pretenden que una minoría aplaste a una mayoría no nacionalista". A aquesta proposta s'hi va sumar Alfonso Alonso, ex-ministre de Sanitat i president del PP al País Basc, en demanar la possible aplicació del 155 a Euskadi.